# Fugaseta
Fugaseta är en maträtt från Argentina som är snarlik pizza, fastän utan tomatsås. Oftast är brödbottnen, med lök och kryddor, täckt sparsamt med ost.